# Dvoreček (Františkovy Lázně)
Dvoreček (deutsch Höflasgut) ist eine Siedlung in der Gemeinde Františkovy Lázně. Sie liegt im Okres Cheb in der tschechischen Region Karlovarský kraj.

## Geographie

### Geographische Lage
Drei Kilometer westlich des kleinen Ortes liegt die Burg Seeberg. Etwa einen Kilometer südlich befindet sich der Ort Krapice, der ebenfalls zu Františkovy Lázně gehört, mit seinen Seen und Wäldern.

### Nachbargemeinden
Zweieinhalb Kilometer östlich von Höflasgut ist das Nachbarviertel Dolní Lomany vorzufinden. Etwa ein Kilometer Wald trennt die nördlich gelegene Nachbarsiedlung Antonínova Výšina (Antonienhöhe) von Dvoreček.